# McLeansboro
McLeansboro é uma cidade localizada no estado americano de Illinois, no Condado de Hamilton.

## Demografia
Segundo o censo americano de 2000, a sua população era de 2945 habitantes.
Em 2006, foi estimada uma população de 2785, um decréscimo de 160 (-5.4%).

## Geografia
De acordo com o United States Census Bureau tem uma área de
5,9 km², dos quais 5,9 km² cobertos por terra e 0,0 km² cobertos por água. McLeansboro localiza-se a aproximadamente 137 m acima do nível do mar.

## Localidades na vizinhança
O diagrama seguinte representa as localidades num raio de 20 km ao redor de McLeansboro.